# Ball de tarda
Ball de tarda és una pintura a l'oli realitzada per Ramon Casas el 1896 a Barcelona i que actualment pertany a la Col·lecció Cercle del Liceu de Barcelona.
Casas planteja de nou un tema de crònica social en el que apareixen un nombre considerable de figures, encara que en aquesta ocasió no es tracta pròpiament d'una multitud com a Les regates, Garrot vil o Embarcament de tropes, pintada el mateix any, sinó que aquí l'artista detalla les figures, donant-los un caràcter més anecdòtic. Aquest conjunt de pintures, que al costat d'obres posteriors com La càrrega i Corpus, Sortida de la processó de l'església de Santa Maria, que formen una sèrie excepcional dins de la trajectòria del pintor, i mostren la seva facilitat per passar d'un tema a un altre i utilitzar formats reduïts o de grans dimensions, aconseguint sempre un efecte diferent.
Aquesta seria la primera pintura de Casas que va formar part de la col·lecció del Cercle del Liceu, entitat que uns anys després li encarregaria la decoració d'una de les seves sales, l'anomenat Saló del fumador, per a qui l'artista va realitzar entre 1901 i 1902 dotze plafons de temes relacionats amb la música, i que el 1907 li va adquirir La Sargantain, obra mestra del pintor.